# Antonio Vergara
Antonio Vergara (Frattaminore, Nápoles, Italia, 16 de enero de 2003) es un futbolista italiano. Juega de mediocentro ofensivo y su equipo es el S. S. C. Napoli de la Serie A de Italia.

## Trayectoria
Vergara comenzó su andadura en equipos locales como Frattese 2000 (2007-2008), Virtus Crispano (2008-2010) y PD F.lli Lodi (2010-2011). Posteriormente, se incorporaró a las categorías inferiores del Napoli, donde compitió en el Campeonato Primavera.
En la temporada 2022-23 fue cedido en préstamo al Pro Vercelli, equipo que militaba en la Serie C italiana. Durante esa campaña, Vergara disputó 35 encuentros y anotó 3 goles.
En julio de 2023, volvió a salir cedido, esta vez rumbo a la Reggiana de la Serie B; en febrero de 2024 su préstamo se renovó hasta junio de 2025. Con el club de Reggio Emilia, Vergara acumuló un total de 42 apariciones oficiales, 39 en la Serie B y 3 en la Copa Italia, donde registró 5 goles y 8 asistencias.

## Estadísticas

### Clubes
Actualizado al último partido disputado el 4 de mayo de 2025.
| Club                        | Div.          | Temporada     | Liga  | Liga  | Copas nacionales | Copas nacionales | Copas internacionales | Copas internacionales | Total | Total |
| Club                        | Div.          | Temporada     | Part. | Goles | Part.            | Goles            | Part.                 | Goles                 | Part. | Goles |
| --------------------------- | ------------- | ------------- | ----- | ----- | ---------------- | ---------------- | --------------------- | --------------------- | ----- | ----- |
| F. C. Pro Vercelli · Italia | 3.ª           | 2022-23       | 34    | 3     | 1                | 0                | ―                     | ―                     | 35    | 3     |
| A. C. Reggiana · Italia     | 2.ª           | 2023-24       | 7     | 0     | 2                | 0                | ―                     | ―                     | 9     | 0     |
| A. C. Reggiana · Italia     | 2.ª           | 2024-25       | 32    | 5     | 1                | 0                | ―                     | ―                     | 33    | 5     |
| A. C. Reggiana · Italia     | Total club    | Total club    | 39    | 5     | 3                | 0                | 0                     | 0                     | 42    | 5     |
| Total carrera               | Total carrera | Total carrera | 73    | 8     | 4                | 0                | 0                     | 0                     | 77    | 8     |